# Guillaume Chastenet de Castaing
Pour les articles homonymes, voir Chastenet.
Antoine Guillaume Williams Chastenet de Castaing, né le 4 juillet 1858 à Saint-Médard-de-Guizières (Gironde) et mort le 20 juillet 1933 à Paris 8e, est un homme politique français.

## Biographie
Fils d'un avocat, il est lui-même avocat à Bordeaux puis à Paris. De 1887 à 1889, il est directeur du contentieux de l'exposition universelle de 1889, et mène une carrière de journaliste dans la presse économique.
Il est député de la Gironde de 1897 à 1912, et sénateur de 1912 à 1933. Il siège à la Chambre au groupe des Républicains progressistes puis à l'Union démocratique, qu'il préside en 1906. En 1911, il s'inscrit au groupe de la Gauche démocratique. Parlementaire très actif, il dépose de nombreuses propositions de lois et rapporte des textes importants. Il est président de la commission de la Réforme judiciaire. Au Sénat, il siège au groupe de l'Union républicaine, dont il devient vice-président. Membre de commissions importantes comme celle des Finances, de la Guerre, des Affaires Étrangères, de la Marine, de la législation civile, il préside la commission de la circulation monétaire. Il est secrétaire du Sénat de 1915 à 1919.
Il est le père de Jacques Chastenet.

## Distinction
- Chevalier de la Légion d'honneur (4 mai 1889)[3]

## Sources
- « Guillaume Chastenet de Castaing », dans le Dictionnaire des parlementaires français (1889-1940), sous la direction de Jean Jolly, PUF, 1960 [détail de l’édition]